# Auriac (Corrèze)
Auriac è un comune francese di 229 abitanti situato nel dipartimento della Corrèze nella regione della Nuova Aquitania.

## Società

### Evoluzione demografica
Abitanti censiti